# Alois Degler
Alois August Degler (* 1949 in Gaggenau) ist ein deutscher Rechtsanwalt und Politiker. Er war von 2009 bis 2011 Bundesparteivorsitzender der Deutschen Zentrumspartei, was jedoch umstritten ist, und kandidierte mehrfach erfolglos für politische Ämter.

## Leben
1970 legte Degler die Abiturprüfung ab, ein Jahr später ging er zum Militär und schlug die Offizierslaufbahn ein. 1973 legte er die Fach-Hauptprüfung zum Diplombraumeister ab, drei Jahre später in Freiburg die Zwischenprüfung für Diplom-Volkswirte. 1979 folgte die Erste juristische Staatsprüfung in Freiburg, 1982 dann die Zweite juristische Staatsprüfung. Ab 1982 war Degler Rechtsanwalt in Karlsruhe, 1983 besuchte er ein einjähriges Großes Steuer- und Bilanzierungsseminar. Er gründete 1984 die Kanzlei Degler in Rastatt. Im Jahr 1993 legte er die Prüfung zum vereidigten Buchprüfer ab und wurde als vereidigter Buchprüfer bestellt. 2000 folgte die Bestellung zum Streitschlichter beim Amtsgericht Rastatt. Degler ist Vater von fünf Kindern.

## Politische Karriere
Am 25. März 2007 erzielte Degler als Kandidat der Zentrumspartei bei der Stichwahl der Oberbürgermeisterwahl in Gaggenau 450 Stimmen (3,73 %).
Degler war vom 9. Mai 2009 bis 19. Februar 2011 Bundesvorsitzender der Deutschen Zentrumspartei. Ob er diesen Vorsitz zu Recht innehatte, ist strittig. Am Bundesparteitag der Zentrumspartei am 19. Februar 2011 in Fulda wurde Deglers Konkurrent um den Bundesvorsitz seiner Partei, Gerhard Woitzik, zum Vorsitzenden gewählt.
Bei der Bundestagswahl 2013 bewarb er sich als unabhängiger Kandidat um das Direktmandat im Bundestagswahlkreis Rastatt. Nach eigenen Angaben war er parteilos. Er erhielt aber nur 760 Stimmen, was 0,5 Prozent entsprach.
Inzwischen ist er Parteimitglied der Alternative für Deutschland.